# Gijsbertus Schot
Gijsbertus Schot (Dokkum, 21 juni 1810 - Franeker, 4 februari 1889) was een Nederlands politicus namens de liberalen.
Gijsbertus Schot was een zoon van Gijsbertus Schot (arts) en Paulina Telting. Bij zijn doop in de Hervormde gemeente te Dokkum op 14 augustus 1810 werd aangegeven dat zijn vader reeds overleden was.
Schot studeerde Romeins en hedendaags recht in Leiden en Groningen. Hij vestigde zich als advocaat en notaris, en was gemeenteraadslid en wethouder in Franeker. In 1865 werd hij door Provinciale Staten van Friesland gekozen tot lid van de Eerste Kamer, wat hij bleef tot 1881. In de Eerste Kamer hield hij zich vooral bezig met de belangen van Friesland.
Schot was tweemaal getrouwd; de eerste keer met Aaltje Banga (1809-1840), dochter van dr. Jelle Banga, en na haar overlijden met Catharina Magdalena Zeper. Hij kreeg in totaal drie dochters, twee uit het eerste en één uit het tweede huwelijk. Op 12 oktober 1880 werd hij benoemd tot Ridder in de Orde van de Nederlandse Leeuw.
- Biografisch Portaal: 35226823
- Parlement.com: vg09ll80vmzz